# Irulan Corrino
La Principessa Irulan Corrino è un personaggio dei romanzi di fantascienza Dune, Messia di Dune e I Figli di Dune. Cenni alla sua infanzia sono presenti nei romanzi appartenenti a Il preludio a Dune, ciclo realizzato da Brian Herbert e Kevin J. Anderson. È un personaggio di primo piano del nuovo ciclo della coppia Herbert/Anderson (Heroes of Dune).
Nel film Dune di David Lynch è stata interpretata dall'attrice Virginia Madsen, mentre nelle miniserie per la TV Dune - Il destino dell'universo e I Figli di Dune è stata impersonata da Julie Cox. Nel film del 2024, Dune - Parte due, diretto da Denis Villeneuve, è interpretata da Florence Pugh.

## Biografia del personaggio
Irulan è la figlia maggiore dell'81º Imperatore Padisha Shaddam IV e di Lady Anirul, una Bene Gesserit. Ha quattro sorelle minori: Chalice, Wensicia, Josifa e Rugi. Di queste, solo Wensicia riveste un ruolo di rilievo, nel Messia.
Affascinata dalla storia, brevi estratti dei suoi scritti relativi al periodo che riguarda l'ascesa degli Atreides appaiono in vari libri del ciclo, anche se la presenza maggiore è in Dune.

### Nascita e prima infanzia
Irulan nasce nel 10.162 e si ritrova subito immersa negli intrighi alla corte del padre su Kaitain, la capitale dell'Impero. Qui riceve la migliore educazione possibile allo scopo di renderla la figlia perfetta del capo di uno sterminato ma fragile Impero, esempio di raffinatezza ed eleganza.
Viene descritta come dotata di una figura slanciata, splendida pelle, capelli biondi e occhi verdi e luminosi. Come la madre, viene addestrata alla maniera delle Bene Gesserit, le quali intendono darla in sposa al Kwisatz Haderach (risultato dell'unione tra la casa Harkonnen e la casa Atreides) e porre fine alla dinastia Corrino. In questo modo pensano di assicurarsi il controllo del trono imperiale, e quindi della razza umana.
Nonostante le manovre della Sorellanza e del padre, il quale vorrebbe impiegarla in un matrimonio di convenienza, Irulan manterrà sempre una forte coscienza di sé e della propria identità personale, qualità che le causeranno non pochi problemi, specie con le Bene Gesserit e gli Atreides. La mancanza di disciplina e il fatto di non sottoporsi all'agonia della spezia le impediranno di realizzare appieno il proprio potenziale diventando una Reverenda Madre.

### Complotto contro gli Atreides
Il padre di Irulan è la mano che orchestra la distruzione del Duca Leto Atreides tramite il Barone Vladimir Harkonnen (il complotto in sé è però un parto del suo mentat deviato Piter De Vries).
Tuttavia, in più di un romanzo è sottolineato come Shaddam provasse una certa affinità verso il duca Leto, al punto che (secondo la stessa Irulan) l'avrebbe desiderato come figlio e deplorava le circostanze che li rendevano nemici.
Il complotto è come segue: attirati sul pianeta deserto Arrakis con la pretesa di rimpiazzare gli Harkonnen nella lucrosa attività di estrazione della spezia, gli Atreides sono vittima di un tradimento da parte del dottor Wellington Yueh. Il sabotaggio li lascia inermi di fronte all'attacco a sorpresa degli Harkonnen, le cui file vengono rinforzate da alcune unità dei temibili Sardaukar imperiali.
In apparenza, gli Atreides sono stati sterminati: Leto muore di fronte al Barone, mentre il figlio Paul e la concubina del Duca, Lady Jessica, sono dati per dispersi nel deserto. I corpi non vengono mai trovati, ma gli Harkonnen ritengono che il deserto li abbia uccisi.

### Tramonto dei Corrino
Per un certo lasso la situazione alla corte imperiale e sul pianeta Arrakis si stabilizza, con il ritorno degli Harkonnen a dirigere l'estrazione della spezia. Glossu Rabban, detto "la Bestia", è incaricato di mantenere l'ordine su Dune: egli è il fratello di Feyd-Rautha e, dei due nipoti del Barone, è certamente quello che più di tutti gli assomiglia in quanto a ferocia, anche se gli manca la lucidità nel complottare trame e intrighi e, in definitiva, l'intelligenza dello zio.
La sanguinosa soppressione, specie dopo il breve respiro dato loro dal dominio Atreides, suscita le ire dei Fremen, la popolazione di gente del deserto autoctona del pianeta. Così, dopo qualche anno, su Dune si scatena un jihād. Guidati dal redivivo Paul (che si nasconde dietro al nome di Muad'Dib), i Fremen portano al collasso la produzione di spezia, massacrano e umiliano gli Harkonnen. A questo punto Shaddam è costretto a intervenire. Radunate tutte le milizie Sardaukar, si reca su Arrakis in compagnia di Irulan.
Le truppe imperiali subiscono una disastrosa sconfitta. L'Imperatore si trova ora in posizione di inferiorità di fronte a Paul, che a questo punto detta le proprie condizioni: liberazione di Arrakis dalle forze di occupazione e matrimonio con Irulan. In caso contrario minaccia la distruzione del ciclo che produce la spezia e quindi il collasso dell'Impero.
Shaddam è furioso, ma non può opporsi. Irulan sposa Paul, che prende possesso del trono imperiale, e i Corrino vengono esiliati su Salusa Secundus. Arrakeen, la capitale di Arrakis, diventa la nuova capitale dell'Impero.

### Il matrimonio con Paul Atreides
In origine Irulan desidera effettivamente il matrimonio con Paul, tramite cui mantenere un certo lustro per la casa Corrino. Presto scoprirà che l'unione è una pura formalità, e sarà invece l'amata concubina Chani a portare in grembo i figli di Paul, cancellando così ogni sua ambizione. Ciò nonostante, non accetterà mai le ripetute offerte di Paul di procurarle un compagno con cui dividere la propria vita, sia pure al di fuori del matrimonio.
Il risentimento verso tale destino e gli ordini da parte delle Bene Gesserit (che manovrano per riportare la linea degli Atreides sotto il controllo del proprio programma riproduttivo) la inducono a partecipare ad una congiura da loro ordita insieme ai Tleilaxu e alla Gilda Spaziale. Nel Messia la vediamo somministrare di nascosto dei pericolosi contraccettivi a Chani per dodici anni.
Quando Chani adotta una particolare dieta Fremen per contrastare l'azione delle droghe, e rimane incinta, la Reverenda Madre Mohiam ordina ad Irulan di provocare l'aborto di qualsiasi potenziale concepimento.
A questo punto, un cambiamento comincia a manifestarsi in Irulan, che si rifiuta di eseguire l'ordine.

### La nascita dei gemelli
Chani muore dopo aver partorito i gemelli Leto II e Ghanima. A seguito di ciò, il cieco Paul si incammina nel deserto secondo le usanze Fremen per andare a morire.
Irulan è profondamente addolorata da tali avvenimenti e si ritiene responsabile della morte di Chani e, indirettamente, dello stesso Paul, che si accorge di amare. Decide di dedicare la propria vita ai figli di Paul: disobbedisce agli ordini della Sorellanza e li educa come loro madre adottiva.
Ne I Figli finisce per legarsi a Ghanima, con la quale ha comunque una relazione difficile a causa delle facoltà della bambina (le esperienze delle vite passate di tutti gli antenati della sua ascendenza genetica). Ricopre anche il ruolo di capo consigliere di Alia, ora reggente dell'Impero per conto dei gemelli.
La paranoica Alia, però, non ha fiducia in lei in quanto la ritiene ancora una Corrino. In effetti, Irulan seguirà Ghanima e Stilgar nel deserto durante la ribellione dei Fremen contro la tirannia della reggente. In seguito verrà catturata da Alia insieme a Ghanima e imprigionata, sotto l'accusa di avere rapito gli eredi dell'Impero e di aver aiutato la sorella Wensicia a organizzare l'attentato ai loro danni.

### Ultimi anni
Dopo la salita al trono di Leto II come Imperatore-Dio dell'universo conosciuto, Irulan passa il resto della sua vita istruendo i figli di Ghanima e continuando i propri studi in qualità di storico, redigendo molti lavori che costituiscono fonti importanti per la storia ufficiale dell'universo.
Muore, presumibilmente su Arrakis, nel 10.248.

## Altri media
Irulan è essenzialmente la narratrice del romanzo Dune, come appare chiaro fin dall'inizio nel film di Lynch che, almeno in questo, è fedele all'originale. Qui però appare di persona solo nell'introduzione ed alla fine della storia per sposare Paul, ragion per cui risulta un personaggio del tutto insignificante.
Viceversa, uno dei meriti delle serie televisive è di ritagliarle un nuovo ruolo, facendola partecipare ad una sotto-trama originale. John Harrison, regista della prima miniserie e sceneggiatore della seconda, ha affermato di sentire il bisogno di espandere il ruolo della Principessa in Dune - Il Destino dell'Universo per tre motivi: innanzitutto per la posizione di rilievo che Irulan occupa nel resto del ciclo; in secondo luogo perché, dopotutto, con gli estratti dai suoi libri storici è comunque una presenza significativa nel libro; infine, perché ciò forniva una finestra sulla casa Corrino.
A valle di ciò, è indubbio che Irulan sia uno dei personaggi più intriganti della miniserie.
Infatti, a seguito dell'insediamento degli Atreides, Irulan viene inviata da suo padre su Arrakis per confermare la supposta benevolenza imperiale verso il Duca. Qui comincia a nutrire subito un certo interesse per Paul (lo svilupparsi del rapporto viene bruscamente interrotto dall'intervento dai Sardaukar che formano la guardia personale della principessa).
Successivamente all'apparente vittoria degli Harkonnen nello scontro per il possesso del pianeta, Irulan intuisce la mano di Shaddam dietro le quinte. Dà quindi prova di una certa intraprendenza spiando un incontro segreto tra la Reverenda Madre Mohiam e un membro della Gilda. Incuriosita da quanto apprende, si reca su Giedi Primo per incontrare Feyd-Rautha (l'unica parte, esclusa quella finale, effettivamente presente nel libro). Tramite un cauto ma piuttosto spinto flirt, gli carpisce informazioni che confermano i suoi sospetti: il terribile Muad'Dib che sta massacrando gli Harkonnen alla guida dei Fremen è in realtà Paul Atreides.
Irulan è la più lesta a capire quanto sta succedendo, e convince il padre a portarla con sé su Arrakis per offrirgli consiglio; è ancora una volta la prima a suggerire il matrimonio con Paul, ritenendo impossibile fermare la sua ascensione al trono imperiale, e tutto sommato desiderando essere al suo fianco.